# Crematogaster rogeri
Crematogaster rogeri är en myrart som beskrevs av Carlo Emery 1922. Crematogaster rogeri ingår i släktet Crematogaster och familjen myror. Inga underarter finns listade i Catalogue of Life.